# Sade Gawanas
Sade Gawanas est une femme politique namibienne. Elle occupe le poste de maire de Windhoek du 1er décembre 2021 au 19 janvier 2023. Auparavant, elle est conseillère municipale de Windhoek à la suite des élections locales de 2020. Elle est membre du Mouvement populaire des sans-terre.

## Biographie
Sade Gawanas est une ancienne hôtesse de l'air de la compagnie aérienne nationale « Air Namibia ». En 2007, elle est élue deuxième dauphine lors de Miss Namibie. En 2019, elle quitte son poste, à temps plein, d'hôtesse de l’air, pour être candidate à un poste à l'Assemblée nationale. Elle n'est pas élue mais en 2020, Sade Gawanas devient l’une des deux dirigeants du Mouvement populaire des sans-terre (LPM) choisis pour siéger comme conseillère municipale de Windhoek.

## Carrière
Le 1er décembre 2021, elle est élue maire de Windhoek,.

## Vie privée
Sade Gawanas est la nièce de Bience Philomina Gawanas.